# Neritos carmen
Neritos carmen là một loài bướm đêm thuộc phân họ Arctiinae, họ Erebidae.